# Palthis phocionalis
Palthis phocionalis là một loài bướm đêm trong họ Noctuidae.